# Зарембо, Владимир Михайлович
Владимир Михайлович Зарембо (5 сентября 1943, Электросталь, Московская область — 5 сентября 1993, Электросталь, Московская область) — советский хоккеист, вратарь.

## Биография
Поляк. Уроженец Электростали, воспитанник местного «Металлурга». В сезоне-1957/58 в возрасте 14 лет дебютировал в «Металлурге-2» в первенстве Московской области. Играл в первенстве РСФСР за электросталевские «Авангард» (1959/60) и «Металлург» (1959/60 — 1961/62). В возрасте 17 лет был приглашён в «Кристалл», провёл несколько матчей запасным вратарём. В 1962 году перешёл в «Труд» Кирово-Чепецк, в 1964 году переименованный в «Олимпию». С 1965 года после службы в СКА Новосибирск — в новосибирской «Сибири», в составе которой провёл пять сезонов в 1 группе класса «А». Играл в командах первой лиги «Торпедо» Минск (1970/71) и «Локомотив» Москва (1972/73). Вернувшись в Электросталь, два сезона провёл в «Металлурге». В сезоне-1975/76 был играл в составе «Кристалла», завершил карьеру в «Металлурге».
Работал бетонщиком, стропальщиком, грузчиком. Получил инвалидность с диагнозом коксартроз тазобедренного сустава. Работал сторожем на заводе "Электросталь".
Испытывал проблемы с алкоголем. Скончался 5 сентября 1993 года в день своего 50-летия.